# Démographie de l'Aquitaine
Au 1er janvier 2013, la population de la région Aquitaine était estimée à 3 316 889 habitants, soit 5,06 % de la population de la France. Le rythme de croissance démographique de la région est assez important ces dernières années (+ 1,01 % par an depuis 1999). Il est avant tout dû au solde migratoire (+ 0,85 % par an), le solde naturel étant historiquement très faible (0,07 % annuellement).

## Évolution de la population
| Année  | Population                 | Population                | Population             | Population                    | Population                           | Population      |
| Année  | département de la Dordogne | département de la Gironde | département des Landes | département de Lot-et-Garonne | département des Pyrénées Atlantiques | Total Aquitaine |
| ------ | -------------------------- | ------------------------- | ---------------------- | ----------------------------- | ------------------------------------ | --------------- |
| 1801   | 409 475                    | 502 723                   | 224 272                | 298 940                       | 355 573                              | 1 790 983       |
| 1806   | 424 113                    | 522 371                   | 240 146                | 327 444                       | 382 575                              | 1 896 649       |
| 1821   | 453 136                    | 522 041                   | 256 311                | 330 121                       | 399 474                              | 1 961 083       |
| 1826   | 464 074                    | 538 151                   | 265 309                | 336 886                       | 412 469                              | 2 016 889       |
| 1831   | 482 750                    | 554 225                   | 281 504                | 346 885                       | 428 401                              | 2 093 765       |
| 1836   | 487 502                    | 555 809                   | 284 918                | 346 400                       | 446 398                              | 2 121 027       |
| 1841   | 490 263                    | 568 034                   | 288 077                | 347 073                       | 451 683                              | 2 145 130       |
| 1846   | 503 557                    | 602 444                   | 298 200                | 346 260                       | 457 832                              | 2 208 293       |
| 1851   | 505 789                    | 614 387                   | 302 196                | 341 345                       | 446 997                              | 2 210 714       |
| 1856   | 504 651                    | 640 757                   | 309 832                | 340 041                       | 436 442                              | 2 231 723       |
| 1861   | 501 687                    | 667 193                   | 300 839                | 332 065                       | 436 628                              | 2 238 412       |
| 1866   | 502 673                    | 701 855                   | 306 693                | 327 962                       | 435 486                              | 2 274 669       |
| 1872   | 480 141                    | 705 149                   | 300 528                | 319 289                       | 426 700                              | 2 231 807       |
| 1876   | 489 848                    | 735 242                   | 303 508                | 316 920                       | 431 525                              | 2 277 043       |
| 1881   | 495 037                    | 748 703                   | 301 143                | 312 081                       | 434 366                              | 2 291 330       |
| 1886   | 492 205                    | 775 845                   | 302 266                | 307 437                       | 432 999                              | 2 310 752       |
| 1891   | 478 471                    | 793 528                   | 297 842                | 295 360                       | 425 033                              | 2 290 234       |
| 1896   | 464 822                    | 809 902                   | 292 884                | 286 377                       | 423 572                              | 2 277 557       |
| 1901   | 452 951                    | 821 131                   | 291 586                | 278 740                       | 426 347                              | 2 270 755       |
| 1906   | 447 052                    | 823 925                   | 293 397                | 274 610                       | 425 817                              | 2 264 801       |
| 1911   | 437 432                    | 829 095                   | 288 902                | 268 083                       | 433 318                              | 2 256 830       |
| 1921   | 396 742                    | 819 128                   | 263 937                | 239 972                       | 402 981                              | 2 122 760       |
| 1926   | 392 489                    | 827 973                   | 263 111                | 246 609                       | 414 556                              | 2 144 738       |
| 1931   | 383 720                    | 852 768                   | 257 186                | 247 500                       | 422 719                              | 2 163 893       |
| 1936   | 386 963                    | 850 567                   | 251 436                | 252 761                       | 413 411                              | 2 155 138       |
| 1946   | 387 643                    | 858 381                   | 248 395                | 265 449                       | 415 797                              | 2 175 665       |
| 1954   | 377 870                    | 896 517                   | 248 943                | 265 549                       | 420 019                              | 2 208 898       |
| 1962   | 375 455                    | 935 448                   | 260 495                | 275 028                       | 466 038                              | 2 312 464       |
| 1968   | 374 073                    | 1 009 390                 | 277 381                | 290 592                       | 508 734                              | 2 460 170       |
| 1975   | 373 179                    | 1 061 480                 | 288 323                | 292 616                       | 534 748                              | 2 550 346       |
| 1982   | 377 356                    | 1 127 546                 | 297 424                | 298 522                       | 555 696                              | 2 656 544       |
| 1990   | 386 365                    | 1 213 499                 | 311 461                | 305 989                       | 578 516                              | 2 795 830       |
| 1999   | 388 385                    | 1 287 532                 | 327 443                | 305 396                       | 600 197                              | 2 908 953       |
| 2006   | 404 052                    | 1 393 758                 | 362 827                | 322 292                       | 636 849                              | 3 119 778       |
| 2011   | 415 168                    | 1 463 662                 | 387 929                | 330 866                       | 656 608                              | 3 254 233       |
| 2013   | 416 909                    | 1 505 517                 | 397 226                | 333 180                       | 664 057                              | 3 316 889       |
| Années | département de la Dordogne | département de la Gironde | département des Landes | département de Lot-et-Garonne | département des Pyrénées Atlantiques | Total Aquitaine |

Sources :
- Population jusqu'en 1962 : Splaf[3]
- Population à partir de 1968 : Insee :
  - population 1968 à 1999[4],[5],[6],[7],[8],[9]
  - population 2006[10],[11]
  - population 2011[12],[13]
  - population 2013[14],[15]

## Mouvement naturel de la population
Chiffres fournis par l'INSEE,,.
| Département          | 2000   | 2000   | 2000   | 2004   | 2004   | 2004   | 2005   | 2005   | 2005   | 2006   | 2006   | 2006   |
| Département          | Naiss. | Décès  | Solde  | Naiss. | Décès  | Solde  | Naiss. | Décès  | Solde  | Naiss. | Décès  | Solde  |
| -------------------- | ------ | ------ | ------ | ------ | ------ | ------ | ------ | ------ | ------ | ------ | ------ | ------ |
| Dordogne             | 3 776  | 4 981  | -1 205 | 3 690  | 4 896  | -1 206 | 3 662  | 4 912  | -1 250 | 3 758  | 4 911  | -1 153 |
| Gironde              | 15 839 | 11 846 | 3 993  | 15 819 | 11 253 | 4 566  | 15 722 | 11 758 | 3 964  | 16 539 | 11 437 | 5 102  |
| Landes               | 3 623  | 3 661  | -38    | 3 621  | 3 525  | 96     | 3 574  | 3 728  | -154   | 3 755  | 3 605  | 150    |
| Lot-et-Garonne       | 3 232  | 3 500  | -268   | 3 245  | 3 225  | 20     | 3 341  | 3 502  | -161   | 3 426  | 3 438  | -12    |
| Pyrénées-Atlantiques | 6 628  | 6 342  | 286    | 6 338  | 6 368  | -30    | 6 395  | 6 390  | 5      | 6 680  | 6 317  | 363    |
| Aquitaine            | 33 098 | 30 330 | 2 768  | 32 713 | 29 267 | 3 446  | 32 694 | 30 290 | 2 404  | 34 158 | 29 708 | 4 450  |

En six ans (2000-2006), les naissances ont augmenté de 3 %, alors que la population de la région a crû de 5,5 %. C'est que comme partout en France - et en Europe -, le nombre de femmes en âge d'avoir des enfants a beaucoup diminué durant cette période, et l'immigration pourtant assez substantielle n'a pas eu d'impact fort net. En 2006, on assiste à une hausse importante de la natalité (plus de 4,5 %) impliquant une nette augmentation de la fécondité.

## Fécondité par département
Le nombre moyen d'enfants par femme ou indice conjoncturel de fécondité a évolué comme suit pour chaque département et pour l'ensemble de la région : 
| Département           | Fécondité 1999 | Fécondité 2000 | Fécondité 2001 | Fécondité 2002 | Fécondité 2003 | Fécondité 2004 | Fécondité 2005 |
| --------------------- | -------------- | -------------- | -------------- | -------------- | -------------- | -------------- | -------------- |
| Dordogne              | 1,64           | 1,76           | 1,72           | 1,71           | 1,75           | 1,82           |                |
| Gironde               | 1,58           | 1,65           | 1,67           | 1,63           | 1,62           | 1,63           |                |
| Landes                | 1,65           | 1,83           | 1,77           | 1,75           | 1,81           | 1,84           |                |
| Lot-et-Garonne        | 1,74           | 1,81           | 1,81           | 1,82           | 1,85           | 1,91           |                |
| Pyrénées-Atlantiques  | 1,62           | 1,70           | 1,66           | 1,64           | 1,68           | 1,68           |                |
| Total Aquitaine       | 1,61           | 1,70           | 1,69           | 1,66           | 1,68           | 1,70           |                |
| France métropolitaine | 1,79           | 1,87           | 1,88           | 1,87           | 1,87           | 1,90           | 1,92           |

À l'instar des autres régions du quart sud-ouest de la France, l'Aquitaine fait partie de la zone affichant une faiblesse importante de la fécondité. Toutefois, depuis l'année 2000, on note une progression fort nette de la fécondité dans les départements de la Dordogne et de Lot-et-Garonne. Cependant la persistance des basses prestations dans les Pyrénées-Atlantiques et en Gironde, départements de loin les plus peuplés, tire l'ensemble de la région vers le bas. La différence entre la fécondité de l'Aquitaine et la moyenne française, s'est même quelque peu accentuée ces dernières années.

### Évolution de la fécondité ces dernières décennies
Dans les années 1960, l'Aquitaine faisait déjà partie des régions françaises à basse fécondité, de même que l'ensemble des régions du centre et du sud du pays, y compris l'Île-de-France. À cette époque la zone de haute fécondité française formait un vaste croissant appelé "croissant fertile" qui partait du Poitou (Vendée) à l'ouest et remontait en direction de la Picardie et du Nord-Pas-de-Calais en longeant la Manche, comprenant ainsi la Bretagne, les Pays de la Loire et la Normandie. Puis ce croissant s'incurvait vers le sud-est, englobant la Champagne-Ardenne, la Lorraine et la Franche-Comté, en contournant l'Île-de-France par le nord . 
Depuis lors un phénomène général d’homogénéisation de la fécondité dans les diverses régions de métropole a eu lieu qui a contribué à rapprocher le taux des régions sud-ouest de la moyenne nationale. La fécondité a moins baissé là où elle était faible mais a fort baissé là où elle était élevée, et globalement, l’écart entre les régions les plus fécondes et les moins fécondes s’est fortement réduit de ce fait. 
Mais la région Aquitaine a conservé un écart négatif assez important avec la moyenne française . Récemment, comme dans l'ensemble de la France, elle a un peu grimpé depuis la fin des années 1990 sans parvenir jusqu'à présent à se rapprocher de la moyenne nationale.

## Immigration
Note :
Par immigré on entend quelqu'un résidant en France, né étranger à l'étranger. Il peut être devenu français par acquisition ou avoir gardé sa nationalité étrangère. Par contre le groupe des étrangers est constitué par l'ensemble des résidents ayant une nationalité étrangère, qu'ils soient nés en France ou hors de France. Rappelons que les enfants nés en France de parents étrangers sont étrangers, mais deviennent Français de plein droit à 18 ans, s'ils y résident et y ont résidé de manière continue ou discontinue pendant cinq années depuis l'âge de 11 ans et s'ils ne désirent pas conserver leur nationalité d'origine. Cependant, dès l'âge de 13 ans, les parents peuvent demander la nationalité française pour leur enfant, avec son accord (sous condition d'avoir résidé cinq ans en France depuis l'âge de 8 ans). De plus le mineur de 16 ans accomplis peut faire la demande d'acquisition anticipée de la nationalité sans l'accord de ses parents et sous les mêmes conditions de durée de résidence en France durant cinq années depuis l'âge de 11 ans.

### Nombre d'étrangers et d'immigrés en Région Aquitaine
Au recensement de 2006, les étrangers et les immigrés se répartissaient comme suit en France et en région Aquitaine :
|                                                  | France métropolitaine | Région Aquitaine |
| ------------------------------------------------ | --------------------- | ---------------- |
| Français                                         | 55.260.000            | 2.800.049        |
| -- Français de naissance nés en France           | 51.340.000            |                  |
| -- Français de naissance nés à l'étranger        | 1.560.000             |                  |
| -- Français par acquisition nés en France        | 800.000               | 31.817           |
| -- Français par acquisition nés à l'étranger (1) | 1.560.000             | 67.043           |
| Étrangers                                        | 3.260.000             | 106.699          |
| -- Étrangers nés en France                       | 510.000               | 15.228           |
| -- Étrangers nés à l'étranger (2)                | 2.750.000             | 91.471           |
| Population totale                                | 58.520.000            | 2.906.748        |
| dont Immigrés                                    |                       |                  |
| Total (1) + (2)                                  | 4.310.000             | 158.514          |
| dont Français par acquisition                    |                       |                  |
|                                                  | 2.360.000             | 98.860           |

### Évolution du nombre des immigrés et des étrangers depuis 1968
Source :. 
|            | 1968      | 1975      | 1982      | 1990      | 1999      |
| ---------- | --------- | --------- | --------- | --------- | --------- |
| Population | 2.460.170 | 2.550.346 | 2.656.544 | 2.795.610 | 2.906.748 |
| Immigrés   | 133.232   | 145.285   | 150.180   | 154.301   | 158.514   |
| -- %       | 5,4       | 5,7       | 5,7       | 5,5       | 5,4       |
| Étrangers  | 102.052   | 114.080   | 117.748   | 114.950   | 106.699   |
| -- %       | 4,2       | 4,5       | 4,4       | 4,1       | 3,7       |

### Ventilation selon l'origine des immigrés depuis 1968
| Origine  | 1968    | 1975    | 1982    | 1990    | 1999    |
| -------- | ------- | ------- | ------- | ------- | ------- |
| Total    | 133.232 | 146.285 | 150.212 | 154.301 | 158.514 |
| Espagne  | 62.660  | 54.138  | 46.816  | 40.268  | 33.754  |
| Portugal | 27.584  | 28.764  | 29.732  | 30.900  | 30.771  |
| Italie   | 15.260  | 24.313  | 20.712  | 17.756  | 13.089  |
| Maroc    | 3.464   | 9.137   | 14.448  | 19.398  | 21.711  |
| Algérie  | -       | 7.503   | 8.996   | 8.173   | 10.034  |
| Asie     | 1.728   | 2.698   | 6.372   | 8.877   | 10.374  |

### Ventilation des nouveaux immigrés de 1990 à 1999
| Origine               | Nouveaux immigrés | Hommes | Femmes |
| --------------------- | ----------------- | ------ | ------ |
| Total                 | 24.413            | 11.569 | 12.844 |
| Europe                | 12.787            | 6.270  | 6.517  |
| -- dont Espagne       | 2.139             | 901    | 1.238  |
| -- dont Portugal      | 2.571             | 1.386  | 1.185  |
| -- dont reste de l'UE | 6.241             | 3.160  | 3.081  |
| Afrique               | 7.229             | 3.336  | 3.893  |
| -- dont Algérie       | 1.224             | 609    | 615    |
| -- dont Maroc         | 2.690             | 1.266  | 1.424  |
| -- Afrique noire      | 3.105             | 1.352  | 1.753  |
| Asie                  | 2.549             | 1.155  | 1.394  |
| Amérique et Océanie   | 1.848             | 808    | 1.040  |

### Taille des familles - Nombre d'enfants
Note : Ménages et familles
Ménage : Ensemble des occupants d'un même logement, quels que soient les liens qui les unissent. Il peut n'y avoir aucun lien de parenté entre eux. Un ménage peut se réduire à une seule personne.
Famille : C'est un ensemble d'au moins deux personnes du même ménage, constitué 
- soit d'un couple marié ou non, et, éventuellement de ses enfants célibataires sans enfant
- soit d'un parent avec ses enfants (famille monoparentale).
Un ménage peut comporter plusieurs familles, comme c'est le cas chez beaucoup d'agriculteurs.
Les membres d'un ménage n'appartenant pas à une famille sont appelés "personnes isolées" ou "isolés" tout court.
Pourcentage des familles en 1999, suivant le nombre d'enfants de moins de 25 ans vivant sous leur toit :
| Nombre d'enfants       | Familles immigrées en Aquitaine | Toutes familles d'Aquitaine | Familles immigrées en France | Toutes familles en France |
| ---------------------- | ------------------------------- | --------------------------- | ---------------------------- | ------------------------- |
| Pas d'enfants          | 46,7                            | 50,6                        | 38,7                         | 46,5                      |
| Un enfant              | 19,2                            | 22,5                        | 21,0                         | 22,5                      |
| Deux enfants           | 19,1                            | 19,1                        | 20,4                         | 20,2                      |
| Trois enfants          | 9,4                             | 6,0                         | 11,3                         | 7,9                       |
| Quatre enfants et plus | 5,6                             | 1,8                         | 8,6                          | 2,9                       |
| Total                  | 100,0                           | 100,0                       | 100,0                        | 100,0                     |

Non seulement les familles aquitaines sont moins nombreuses que la moyenne des familles françaises, mais les familles immigrées d'Aquitaine sont nettement moins nombreuses que la moyenne des familles immigrées de la métropole. Ceci est en relation avec l'importance du nombre de familles espagnoles et italiennes au sein de l'immigration aquitaine, familles souvent composées de personnes assez âgées, et, pour ce qui concerne les plus jeunes, généralement peu fécondes.

### Répartition des naissances par nationalité de la mère
Les chiffres suivants sont fournis par l'INSEE pour l'année 2004 :
|                      | Ensemble | Françaises | Étrangères | Étrangères | Étrangères | Étrangères | Étrangères | Étrangères | Étrangères |
| Total étrangères     | Ensemble | Françaises | Algérie    | Espagne    | Italie     | Portugal   | Maroc      | Tunisie    |            |
| -------------------- | -------- | ---------- | ---------- | ---------- | ---------- | ---------- | ---------- | ---------- | ---------- |
| Dordogne             | 3.690    | 3.489      | 201        | 15         | 1          | 3          | 25         | 49         | 1          |
| Gironde              | 15.819   | 14.898     | 921        | 86         | 19         | 6          | 105        | 240        | 26         |
| Landes               | 3.621    | 3.501      | 120        | 4          | 11         | 1          | 24         | 21         | 2          |
| Lot-et-Garonne       | 3.245    | 2.927      | 318        | 22         | 10         | 1          | 76         | 142        | 2          |
| Pyrénées-Atlantiques | 6.338    | 5.967      | 371        | 12         | 46         | 7          | 57         | 75         | 4          |
| Aquitaine            | 32.713   | 30.782     | 1.931      | 139        | 87         | 18         | 287        | 527        | 35         |
| -- légitimes         | 15.889   | 14.421     | 1.468      | 121        | 48         | 8          | 196        | 465        | 30         |
| -- hors-mariage      | 16.824   | 16.361     | 463        | 18         | 39         | 10         | 91         | 62         | 5          |

Avec plus de 1 900 naissances sur près de 32 700 (6 %), les naissances étrangères constituent une part nettement moins importante en Aquitaine que dans l'ensemble du pays. Le tableau montre que les naissances de mère maghrébine constituent plus de 35 % de ces naissances, ce qui est équivalent 
au pourcentage relevé en Île-de-France et dans l'ensemble de la métropole. Les 18 naissances de mère italienne sont presque négligeables (moins de 1 ‰ de l'ensemble) et montrent que le poids démographique relatif de la très ancienne immigration italienne est désormais insignifiant. Il en sera bientôt de même de la natalité des espagnoles (- de 3 ‰ des naissances de la région), malgré une immigration toujours active dans la région.
Les naissances hors mariage sont nettement majoritaires, surtout chez les femmes françaises. Il n'en va pas de même chez les étrangères, notamment maghrébines, et surtout les Marocaines et les Tunisiennes.

## L'immigration interrégionale
On observe depuis 1975, un solde migratoire de plus en plus excédentaire entre les arrivées et les départs de la région. C'est une manifestation de l'attractivité croissante des régions du sud-ouest français. Le même phénomène s'observe tout au long du littoral du golfe de Gascogne, et dans la région voisine de Midi-Pyrénées.
Entre 1990 et 1999, 385 000 personnes sont ainsi venues s'établir en Aquitaine dont : 
- 329 100 venus d'une autre région de métropole, soit 36 550 personnes annuellement.
- 9 600 venus d'Outre-mer.
- 46 300 au départ d'un pays étranger.

Durant la même période, 218 200 personnes ont quitté la région Aquitaine pour une autre région métropolitaine, soit 24 200 par an en moyenne. Au total, la balance migratoire est positive avec le reste de la métropole et se monte en moyenne à 12 350 personnes. L'Aquitaine se situe ainsi au troisième rang des régions françaises pour l'accroissement de la population dû au solde migratoire.
La moitié des nouveaux arrivants en Aquitaine proviennent de trois régions : l'Île-de-France fournit 30 % d’entre eux, Midi-Pyrénées 12 % et Poitou-Charentes 8 %. 
Les Aquitains qui ont quitté la région entre 1990 et 1999 se sont dirigés, à raison de 21 % vers l'Île-de-France, 19 % vers Midi-Pyrénées et 10 % vers la région Poitou-Charentes.
Le solde migratoire de l'Aquitaine est excédentaire avec toutes les régions métropolitaines, à l'exception des régions de Midi-Pyrénées et du Languedoc-Roussillon.

## Les mariages
En 2004, on a enregistré 12.384 mariages en Aquitaine, dont :
- 10.858 entre deux conjoints français
- 185 entre conjoints étrangers
- 657 mariages mixtes entre époux français et épouse étrangère
- 684 mariages mixtes entre épouse française et époux étranger

On assiste ainsi à une brassage accélérée des diverses composantes de la population, puisque sur 1.711 conjoints étrangers impliqués dans ces mariages, 1.341 (soit plus de 78 %) l'étaient dans des mariages mixtes.
Ventilation des mariages mixtes
|                  | Total mariages mixtes | Nationalité du conjoint étranger | Nationalité du conjoint étranger | Nationalité du conjoint étranger | Nationalité du conjoint étranger |
| Italien(ne)      | Total mariages mixtes | Espagnol(e)                      | Portugais(e)                     | Algérien(ne)                     |                                  |
| ---------------- | --------------------- | -------------------------------- | -------------------------------- | -------------------------------- | -------------------------------- |
| Époux français   | 657                   | 3                                | 32                               | 25                               | 36                               |
| Épouse française | 684                   | 10                               | 26                               | 73                               | 107                              |

Source : .

## Aires urbaines principales
La population des principales aires urbaines est en nette expansion, surtout celles qui sont situées sur le littoral (Arcachon, Bayonne) ou qui ont une vocation portuaire. L'attrait du littoral atlantique se renforce partout ces dernières décennies, de la Bretagne aux Pyrénées. 
Les chiffres de population suivants correspondent aux aires urbaines dans leur extension définie lors du recensement de 2006. 
| Aires urbaines      | Date du recensement | Date du recensement | Date du recensement |         |
| Aires urbaines      | 1982                | 1990                | 1999,.              | 2006    |
| ------------------- | ------------------- | ------------------- | ------------------- | ------- |
| Bordeaux            | 799 897             | 871 234             | 925 253             | 999 149 |
| Pau                 | 195 415             | 207 182             | 216 830             | 233 076 |
| Bayonne             | 182 575             | 198 563             | 213 969             | 230 012 |
| Agen                | 85 373              | 91 368              | 94 659              | 103 660 |
| Périgueux           | 84 981              | 89 664              | 91 585              | 95 454  |
| Bergerac            | 67 899              | 72 212              | 72 891              | 76 180  |
| Arcachon            | 42 877              | 47 141              | 54 204              | 60 143  |
| Mont-de-Marsan      | 49 054              | 52 390              | 54 577              | 58 839  |
| Dax                 | 43 560              | 46 755              | 49 219              | 55 138  |
| Villeneuve-sur-Lot  | 44 127              | 44 927              | 44 841              | 46 737  |
| Libourne            | 30 963              | 30 907              | 31 662              | 34 067  |
| Marmande            | 28 835              | 30 282              | 29 930              | 31 568  |
| Oloron-Sainte-Marie | 21 795              | 22 031              | 21 994              | 22 381  |

La promotion de Bordeaux comme métropole d'équilibre est sans conteste une fort belle réussite. La ville devrait dépasser le million d'habitants avant l'année 2010. Mais il ne faut pas sous-estimer les remarquables avancées des aires urbaines de Bayonne et de Pau, devenues toutes deux d'importants et prestigieux centres urbains. À souligner aussi les bonnes prestations d'Agen, de Dax et de Mont-de-Marsan, ainsi d'ailleurs que celle de Périgueux qui croît désormais dans le cadre d'une Dordogne en expansion démographique.
Les petites aires urbaines ont cependant du mal à se développer (Villeneuve-sur-le-Lot, Marmande, Oloron-Sainte-Marie, Libourne). 
L'espace rural en Aquitaine est beaucoup plus important qu'en moyenne en France (30,1 % de la population y réside contre 15 % pour l'ensemble de la Métropole).

## Répartition par âge

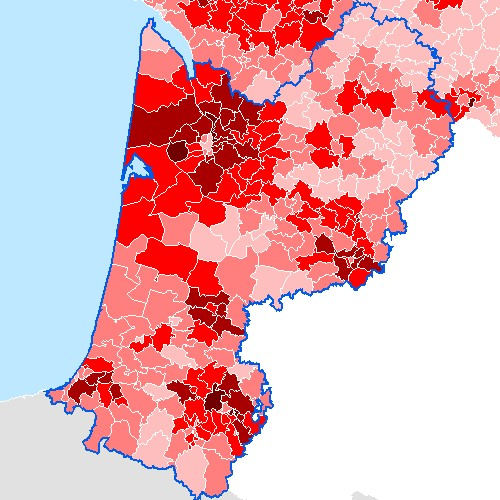
Les - de 20 ans en 1999 au sein de la population :